# Bernard Michal
 (janvier 2024).
Si vous disposez d'ouvrages ou d'articles de référence ou si vous connaissez des sites web de qualité traitant du thème abordé ici, merci de compléter l'article en donnant les références utiles à sa vérifiabilité et en les liant à la section « Notes et références ».
Bernard Michal, né le 26 août 1932, est un journaliste français.

## Biographie
Bernard Michal commence sa carrière de journaliste à Paris-Presse, puis il est nommé chef du service politique à L'Aurore. Il devient ensuite rédacteur en chef adjoint au Parisien.
Il dirige par ailleurs la rédaction de nombreux livres d'histoire, tels que la série des Grandes énigmes du temps jadis.
Il est membre de  l'Association des journalistes parlementaires (AJP).

## Publications
- Les Grandes énigmes de la Résistance, 3 tomes, éd. Les Amis de l'Histoire, 1968
- Les Grandes énigmes de la Libération, 3 tomes, éd. de Crémille, 1968
- Les Grandes énigmes du temps jadis:
  - 1. La quête du graal / Lucrèce Borgia / L'enfant du Temple, 1968
  - 2. L'hérésie cathare / Valmy / L'assassinat de Lincoln, 1968
  - 3. Le Masque de fer / Trésors filibuste / La malédiction du Vallée des Rois, 1968
  - 4. Le Saint-Barthélémy / Cortés / Mirabeau et l'armoire de fer, 1968
  - 5. L'assassinat de Concini / La fin du Canada français / Le Duc d'Enghien, 1968
  - 6. John Law / Les barricades de la Commune / Les suicidés de Mayerling, 1968
  - 7. Nicolas Flamel / Savonarole / Madame de Montespan, 1972
  - 8. La conquête d'Alger / L'Almamo / Stanley, 1972
  - 9. Le coup d'état de Brumaire / Le coup d'état du 2 Décembre, 1972
  - 10. Le Bounty / Éon: Elle ou Lui? / Le Général Boulanger, 1972
  - 11. Don Juan / Les Chemises Rouges de Garibaldi / La revolte des Cipayes, 1972
  - 12. Pougachev contre Cathérine II / La dépêche d'Ems / Le roi fou, 1972
  - 13. Talleyrand et le Congrès de Vienne / La conquête du Tonkin, 1972
  - 14. Le massacre de la Brigade légère / Le Camerone / La Guerre de Cuba', 1973
  - 15. Les secrets de Templiers / Qui a armé le bras de Ravaillac?, 1973
  - 16. Galilée et l'Inquisition / Blanqui / Le désastre de Sedan, 1973
  - 17. La conjuration d'Amboise / Cromwell / La grande révolte indienne, 1973
  - 18. La Guerre des Deux-Roses / La disparition de La Pérouse / Trafalgar, 1973
- Les personnages maudits de l'histoire:
  - 1. Le diable / Le Marquis de Sade / Béria, 1971
  - 2. Judas / Gilles de Rais / Torquemada, 1971
  - 3. Attila / Cesar Borgia / Fouquier-Tinville, 1971
  - 4. Tamerlan / Un bourreau de Paris / Abdul-Hamid II, 1971
- Histoire vécue de la Guerre de Sécession, éd. Crémille, 1972
- Les grands chefs militaires:
  - Rommel, Éditions de Crémille, Genève 1972
- Les Grandes énigmes du temps jadis, 3 tomes, éd. Omnibus, 2010-2012
- Histoire du drame algérien, éd. Omnibus, 2012
- Les Grands procès de l'histoire, 2 tomes, éd. Omnibus, 2012-2013